# Sterke klaver
Sterke klaver-systemen zijn biedsystemen bij bridge, waarin het bod van 1 klaver kunstmatig en sterk is. Over het algemeen wordt hier een minimum van 16 punten (aas=4, heer=3, vrouw=2, boer=1) voor genomen.
Ten opzichte van natuurlijke systemen zoals ACOL hebben sterke klaversystemen de volgende voordelen:
- De andere openingen op 1-niveau zijn duidelijk begrensd in sterkte, wat het bieden sterk vergemakkelijkt. In het bijzonder kan partner op een laag niveau passen in situaties waar in andere systemen met sterkere varianten rekening moet worden gehouden.
- Sterke handen worden op een laag niveau bekendgemaakt, zodat er veel ruimte is voor slemonderzoek.
- De 1-klaver opening is zeer geschikt voor ingewikkelde kunstmatige systemen waarmee de handen zeer precies opgevraagd kunnen worden

Nadelen zijn:
- Het verlies van de opening van 1 klaver in de natuurlijke betekenis.
- Na de opening van 1 klaver hebben de tegenstanders een uitgelezen kans om met destructieve acties in de bieding te komen, en zo het geavanceerde biedsysteem geen kans te geven.

Een van de bekendste sterke klaversystemen is Precisie.